# Eleccions federals suïsses de 1971
Les eleccions federals suïsses de 1971 se celebraren el 31 d'octubre de 1971 per a renovar els 200 membres del Consell Nacional de Suïssa i els 46 membres del Consell dels Estats de Suïssa que escolliran els 21 membres del Consell Federal de Suïssa. El partit més votat fou el Partit Radical Democràtic de Suïssa.

## Resultats electorals

### Consell Nacional de Suïssa
Resultat de les eleccions al Consell Nacional de Suïssa de 31 d'octubre de 1971
| Partits                                                           | Partits                                 | Abr.        | Vots      | %    | +/–   | Escons | +/– |
| ----------------------------------------------------------------- | --------------------------------------- | ----------- | --------- | ---- | ----- | ------ | --- |
|                                                                   | Partit Radical Democràtic de Suïssa     | FDP/PLR     | 428.901   | 21,7 | -1,5% | 49     | ±0  |
|                                                                   | Partit Socialdemòcrata de Suïssa        | SPS/PSS     | 452.195   | 22,9 | -0,6% | 46     | -5  |
|                                                                   | Partit Popular Democristià de Suïssa    | CVP/PDC     | 404.990   | 20,5 | -1,6% | 44     | -1  |
|                                                                   | Partit de Pagesos, Artesans i Ciutadans | SVP/UDC     | 217.908   | 11,0 | ±0%   | 23     | +2  |
|                                                                   | Aliança dels Independents               | LdU         | 150.685   | 7,6  | -1,5% | 13     | -3  |
|                                                                   | Els Republicans                         | Rep         | 83.923    | 4,2  | -     | 7      | -   |
|                                                                   | Partit Liberal de Suïssa                | LPS/PLS     | 43.338    | 2,2  | -0,1% | 6      | ±0  |
|                                                                   | Partit del Treball                      | PdA/PST-POP | 50.834    | 2,6  | -0,3% | 5      | ±0  |
|                                                                   | Acció Nacional                          | NA/AN       | 61.827    | 3,1  | +2,3% | 4      | +3  |
|                                                                   | Partit Evangèlic Popular                | EVP/PEV     | 42.301    | 2,1  | +0,5% | 3      | ±0  |
|                                                                   | Partit Socialista Autònom               | PSA         | 5.265     | 0,3  | -     | 0      | -   |
|                                                                   | Altres                                  |             | 33.432    | 1,7  |       | 0      |     |
| Total (participació 56,8%)                                        | Total (participació 56,8%)              |             | 1.992.412 |      |       |        | 200 |
| Font: http://www.wahlen.ch/ Arxivat 2021-02-28 a Wayback Machine. |                                         |             |           |      |       |        |     |